# Біт-покоління
Біт-поколі́ння (англ. The Beat Generation, іноді перекладається як «Розбите покоління») — назва групи американських авторів, що працювали над прозою та поезією. Біт-покоління мало вплив на культурну свідомість своїх сучасників з середини 1940-х років та завоювало визнання наприкінці 1950-х років. Сучасні літературні критики розглядають біт-покоління у різних іпостасях: як письменників-екзистенціалістів, аморальних особистостей, романтиків, аполітичних людей та представників богеми; найбільш точно, на думку одного з дослідників, є розгляд біт-покоління як девізу або символу революції американських звичаїв.
Термін «біт-покоління» з'явився 1948 року та належав Джеку Керуаку, таким чином охарактеризував нонконформістський молодіжний рух і андеграунд у Нью-Йорку, що виросли з практично зниклого на той момент «втраченого покоління». Біт-покоління почало формуватися на початку 1940-х років у студентських колах Колумбійського університету, де Люсьєн Карр познайомив Керуака, Гінсберга та Берроуза, які згодом стали головними представниками «Розбитих».
Серед основних авторів течії — прозаїки Вільям Берроуз, Джек Керуак, поети Аллен Гінсберг, Ґреґорі Корсо, Лоуренс Ферлінгетті, Ґері Снайдер, Майкл Макклур, Діана ді Прима, Філіп Вейлен, Філіп Ламантіа, Лерой Джонс, Боб Кауфман, Роберт Крілі та Роберт Данкен. Найвідоміші зразки літератури біт-покоління — поема «Крик» Гінсберга (1956), романи «В дорозі» Керуака (1957) та «Голий ланч» Берроуза (1959). На заході «покоління розбитих» наприкінці 1960-х велика частина цієї групи зазнала трансформацію у рух хіпі, хоча окремі її члени приєдналися до інших політичних течій цього часу.

## Етимологія
В одній зі своїх публіцистичних статей Керуак писав, що «розбите покоління» було вперше згадане ним 1948 року в бесіді з Джоном Голмсом: так письменник охарактеризував соціальний пласт, що виник після практично зниклого до кінця 1940-х «втраченого покоління». У пресі дане словосполучення вперше з'явилося у романі «Марш!» (1952) Холмса. Менш поширеною точкою зору є приписування авторства терміну «розбите покоління» Бобу Кауффману.
Вільям Лавлор уточнює, що, на відміну від «покоління», термін «бітник» з'явився лише у 1958 році, коли журналіст газети «San Francisco Chronicle» Герб Каен у випуску від 2 квітня додав до слова «beat», яке на сленгу джазових музикантів 40-х означало убогість та розпач, слов'янський суфікс «-ник», взятий з назви радянського «Супутника-1», запущеного за півроку до цього; Мартін Левінсон пов'язує факт публікації статті вже після запуску літального апарата на орбіту з тим, що стосовно «бітників» вона висловлювала аналогічне знаходження останніх десь за межами цього світу. Письменник Пол Діксон цитує журналіста:

## Історія

### Колумбійський університет і 1940-ві

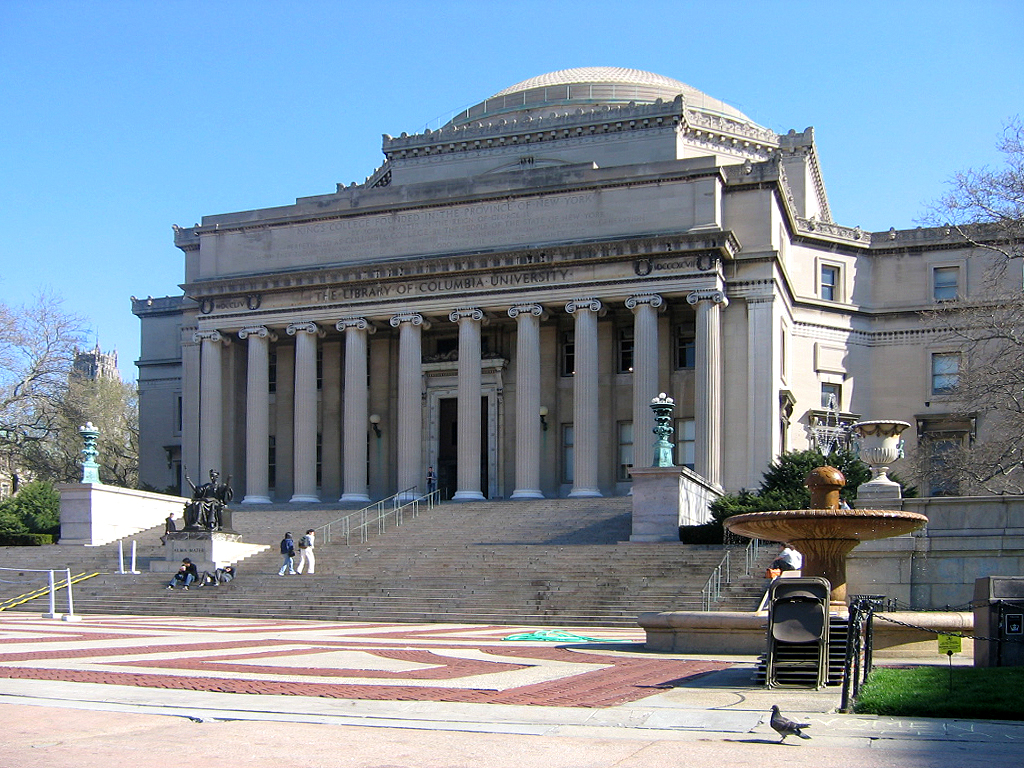
Вид на амфітеатр перед бібліотекою Колумбійського університету

На початку 1940-х років Керуак був студентом Колумбійського університету, однак, посварившись з тренером, кинув навчання. Два роки по тому, в 1944-м, він повернувся в надії відновитися і здійснити давню мрію — зайнятися літературою та стати письменником. Незабаром після свого двадцять другого дня народження Керуак познайомився з поетом-початківцем на ім'я Люсьєн Карр. Керуаку сподобалися безперервні гулянки нового друга, і вдвох вони частенько пиячили та вживали бензедрин. В цей же час тусуючись в артистичних колах Карр вирішив увести свого знайомця до богемного кола, що почало формуватися при університеті. У лютому 1944 на одну з вечірок Карр запросив Берроуза, щоб познайомити його з Керуаком, — того ж дня відбулося і знайомство останнього з Гінсбергом, студентом, котрий мріяв стати адвокатом та захищати права робітничого класу. Згодом саме завдяки цим трьом Берроуз зустрів свою майбутню дружину, Джоан Воллмер.
Д. Воллмер була однією з найважливіших фігур літературного руху, що зароджувався, й дуже посприяла об'єднанню молодих людей у згуртовану за інтересами групу; саме квартира Д. Воллмер на Манхеттені, де вона жила разом зі своєю подругою Еді Паркер, згодом першою дружиною Керуака, зайняла особливе місце в історії біт-покоління — власне, найбільш тісні дружні зв'язки «внутрішнього кола» бітників зародилися саме там. Б. Найт, що спеціалізується на темі жінок в історії біт-покоління, відводить Воллмер роль покровительки і музи «Розбитих», відзначаючи високу освіченість в філософії та літературі, напористий характер та самостійність Джоан, які посприяли зародженню руху; схожої думки дотримується і Д. Уіллс, відводячи Джоан найважливішу роль в історії руху.
Наприкінці літа 1944-го сталася трагедія. 14 серпня Карр і його коханець Девід Каммерер залишилися наодинці в одному з міських парків; сильно п'яні, молоді люди затіяли бійку, під час якої Каммерер отримав кілька ударів ножем у груди. Карр вирішив, що його друг мертвий, і кинув його тіло в Гудзон; через добу він здався владі. Новина про вбивство сильно потрясла всю компанію — Гінсберга, який навчався з Карром в одній групі, Керуака, Берроуза, що ходив до однієї школи з Каммерером. Карра звинуватили у вбивстві другого ступеня тяжкості та засудили до ув'язнення на десять років. Дані події Керуак та Берроуз через невеликий час описали у романі «І бегемоти зварилися в своїх басейнах», який, проте, судовою ухвалою був заборонений до публікації до моменту смерті Карра. У цьому ж році вся компанія остаточно перейшла з алкоголю на наркотики — Керуак залишився вірний бензедрину, Берроуз почав колотися морфіном, Гінсберг волів вживати пейотль.
Через проблеми, викликані з прийомом наркотиків, переважно галюциногенів, Берроуз був змушений пройти курс психоаналізу, однак на тлі цього відносини з Джоан покращилися, і зв'язок між двома коханцями лише зміцнився. У березні 1945 Гінсберга виключили з університету — він писав та малював різні непристойності на брудному вікні у своїй кімнаті. Майбутній поет був обурений кількома адміністративними попередженнями, які отримав від керівництва університету, стурбованого його гомосексуальними контактами з Керуаком, який частенько ночував у кімнаті Аллена. Гінсберг також припускав, що одна з прибиральниць навчального закладу — антисемітка, оскільки ніколи не мила його вікно, — і висловив свої емоції з цих приводів написами «У Батлера немає яєць» (англ. Butler has no balls) і нецензурними висловлюваннями щодо євреїв, а також малюнками члена та черепа з перехрещеними кістками. У цьому ж році секретар британського поета Уїст Одена, Алан Ансен, познайомився і став близьким другом Берроуза, Корсо, Керуака та Гінсберга, пізніше влившись у ряди бітників.
В 1946 сталася знаменна зустріч — в Нью-Йорку Гінсберг з Керуаком зустрілися і подружилися з Нілом Кессіді. Останні двоє зійшлися особливо близько — Ніл хотів, щоб Джек навчив його писати, а Джек хотів навчитися жити — двоє стали нерозлучними приятелями. Керуак з Кессіді безліч разів подорожували з одного кінця континенту в інший, вживаючи наркотики, п'янствуючи та насолоджуючись джаз-музикою з радіоприймача. Протягом переміщень між штатами Керуак не переставав вести дорожні записи їхніх пригод. Безліч щоденникових записів, згодом виданих окремими книжками, слово в слово будуть пізніше перенесені на сторінки роману «В дорозі». У цьому ж році поет і прозаїк Герберт Ханке вперше познайомив Берроуза з героїном, до якого останній на тривалий час пристрастився; рік потому, в 1947-м, за ґрати за звинуваченням у пограбуванні потрапив поет Грегорі Корсо. В 1948-м в культуру влився початкуючий поет Філіп Ламантіа; кинувши навчання, він приєднався до французьких сюрреалістів в Нью-Йорку, через яких незабаром познайомився з Керуаком та Гінсбергом.
Життя Берроуза ж тим часом все більше ускладнювалося проблемами з законом; з Джоан вони часто змінювали місце проживання — вони жили в Техасі, Луїзіані та Мехіко, ховаючись від переслідування влади. 16 квітня 1949 Берроуз писав Гінсбергу, що йому пред'явлено звинувачення в зберіганні наркотиків та загрожує тюремне ув'язнення; 27 травня він перший раз згадав, що збирається з родиною перебратися на південь. 13 жовтня письменник вже відсилав листи з нового будинку в Мексиці. На новому місці Берроуз-старший намагався стати фермером; на обширних полях, прилеглих до будинку, він вирощував бавовну та коноплю. Спокійне життя на фермі, однак, тривало недовго. У розпалі вечірки 6 вересня 1951 Берроуз сказав гостям, що буде стріляти з пістолета «в стилі Вільгельма Телля», — його дружина помістила склянку на голову, і письменник, будучи в стані сильного алкогольного сп'яніння, вбив її пострілом, не потрапивши в «мішень». Дана подія стала головною, як скаже сам Берроуз кілька десятиліть потому, за все його життя та послужила головним «поштовхом» для його літературної кар'єри. У ході розгляду у справі про вбивство дружини Вільям був визнаний винним — йому загрожувало тюремне ув'язнення терміном від восьми до двадцяти років, проте під час нового слухання після поданої апеляції він був відпущений на свободу. Історія з повторною балістичною експертизою (на противагу тій, яка служила основним доказом провини Берроуза) на сьогодні залишається повною білих плям — оригіналів офіційних документів, які могли б пояснити, як Берроузу вдалося вийти з в'язниці лише після двох тижнів перебування в ув'язненні, попросту не збереглося.
Не уникнув проблем із законом і Гінсберг. 1949 року його заарештували за крадіжку автомобіля, але зусиллями співробітників та юристів Колумбійського університету його, замість ув'язнення, направили до психіатричної лікарні для лікування. Саме там Гінсберг познайомився і незабаром став близьким другом Карла Соломона, якому згодом присвятив свій найбільший твір «Крик». Після виходу з лікарні, Гінсберг познайомився з недавно звільненим з в'язниці Корсо. У цьому ж році Керуак, який відвідує курси літературної майстерності разом зі своїм другом Джоном Холмсом, зустрів студента Боба Кауфмана, Також письменника-початківця. Останній, згодом утвердившись як «поет», стане видатним представником бітництва. У цей час сам Джек активно працював над кількома творами — він писав «Доктора Сакса» і «Містечко та місто». Тільки коли останній був прийнятий до публікації 1949 року, автор повернувся до раніше відкладеного «В дорозі». Разом з тим Керуак продовжував трудитися на різних низькооплачуваних роботах для підтримки своєї тяги до подорожей («впродовж наступних шести років я байдикував, був кондуктором, моряком, жебраком, видавав себе за індіанця в Мексиці, загалом, був і тим, і сим»).

### Читання в Галереї Шість і 1950-ті

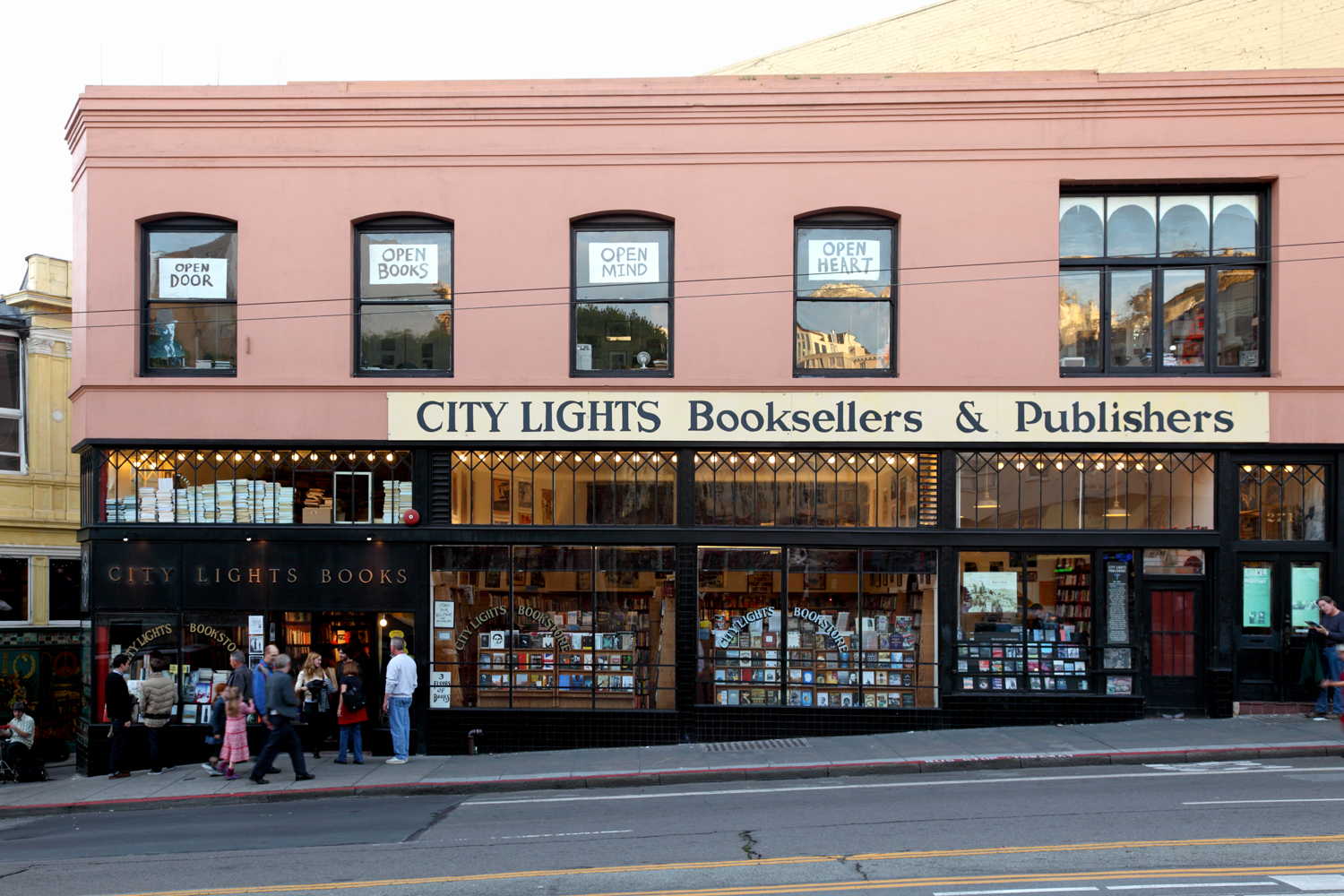
Вид на «City Lights Booksellers & Publishers»

Першу версію «В дорозі» Д. Керуак закінчив у 1951 після трьох тижнів безперервної роботи, надрукувавши на друкарській машинці за двадцять один день 125 тис. слів. За розповідями самого Керуака, його виводила з себе необхідність постійно вставляти в машинку чисті аркуші. Тоді він склеїв безліч листів японського паперу та використовував вийшов 147-метровий рулон для безперервного друку. Почалися тривалі переговори з видавцем.
В 1952 Лоуренс Ферлінгетті, демобілізований з військового флоту, успішно увійшов в літературні кола Сан-Франциско. Він нетривалий час викладав у Університеті Сан-Франциско, написав кілька статей для «San Francisco Chronicle» про поетичні читаннях. На одному з них він познайомився з поетом та есеїстом Кеннетом Рексрот та Робертом Данкеном, а також з Пітером Мартіном, видавцем невеликого журналу «City Lights».
Ферлингетті, Рексрот та Мартін вирішили відкрити однойменне видавництво та книгарню. Надалі останній стане своєрідною Меккою для місцевих письменників та художників. Там же, через певний час, вперше зустрілися Гінсберг, Макклур та Снайдер. Ферлінгетті став не лише співвласником підприємства, але і зайняв пост головного редактора видавництва. Дуже скоро він став найважливішою фігурою тогочасної поезії США, а згодом «перетворився на турботливого татуся для нонконформістів від літератури, одну з ключових фігур біт-руху». У цьому ж році вийшов роман «Марш!» Джона Холмса, що вважається першим твором біт-покоління . В 1954-му сформувався один з найважливіших союзів біт-покоління — Гінсберг зустрівся з Пітером Орловскі, з яким вони згодом будуть коханцями практично до смерті першого.
Приблизно в цей же час Берроуз завершив свою тривалу подорож по Еквадору та Перу (звіти про перебування там письменника згодом склали книгу «Листи Яхе») та переїхав до Марокко, в Міжнародну зону Танжер, яку мріяв відвідати після прочитання кількох книг Пола Боулза. Тут же він почав працювати над текстами, які згодом увійшли до «Голий ланч» та «Інтерзони».
Вперше увагу майбутнє біт-покоління привернуло під час читань в Галереї Шість в районі Сан-Франциско під назвою Норт-Біч 7 жовтня 1955. Читання проходили в колишньому авторемонтному магазині. Захід був організований Кеннетом Рексрот для реклами молодих авторів — Гінсберга, Макклура, Ламантіа, Снайдера, Вейлен та Керуака. Не всі з виступаючих були до цього відомими, що робить читання в «Галереї Шість» також особливо важливою для формування біт-покоління подією. Крім цього, тут же в історію руху вперше вплівся політичний мотив — читання були покликані показати позицію міста проти дій Комісії з розслідування антиамериканської діяльності та підтримати наростаючий Берклійський рух за свободу слова. Сучасні історики відзначають, що читання в Галереї Шість були живим доказом того, що маккартизму не вдалося забити останній цвях у кришку труни першої поправки до конституції.
Захід зібрав близько ста п'ятдесяти осіб, проте точно відновити події складно; версія Макклура представлена в книзі «Scratching The Beat Surface», Керуака — в «Бродягах Дхарми». Першим слово взяв Рексрот, поіменно представивши учасників дійства гостям; далі мікрофон був переданий Ламантіа, він був єдиним, хто раніше вже виступав на публіці, який представив матеріал за авторством свого друга Джона Хоффмана, недавно загиблого від передозування пейота. Наступним читав Макклур, наймолодший з представлених поетів. Більшу частину матеріалу він узяв з книг «Point Lobos: Animism» і «For the Death of 100 Whales», однак виступ почав з віршів Данкена, творчістю якого щиро захоплювався. Наступним виступав Уейлен, який прочитав свої роботи зі збірки «Plus Ca Change».
Передостаннім виступав двадцятидев'ятирічний Гінсберг, що на той момент не публікувався і ніколи раніше не брав участь у поетичних читаннях. «Крик» був написаний ним всього кілька тижнів тому, тому ніхто ще не чув тексту твору і не читав його. Виступаючи, Гінсберг читав рядки поеми як єврейський кантор, мигцем підглядаючи в текст та вимовляючи кожну нову сходинку на єдиному подиху. Присутні в галереї гості остовпіли, а Керуак в ритм виступаючому поетові почав кричати: «Давай! Давай!» (англ. GO! GO!). По закінченні читання першої частини поеми, оскільки решта ще не було написано, Рексрот був у сльозах, а Гінсберг зробив вдалий старт своєї майбутньої поетичної кар'єри. Поет ішов зі сцени під гучні оплески.
Завершуючий виступ Снайдер обмежився прочитанням уривків з однієї своєї поеми. Керуак, до того моменту вже неабияк п'яний, не виступав. Дані читання також затвердили формат, який в майбутньому буде притаманний усім публічним читанням біт-поезії, — виступу в стилі бібоп-уявлень, найчастіше на одній сцені з джазовими музикантами.
Незабаром після читань Снайдер виїхав із США подорожувати та пізнавати буддизм в Японію. У середині 1950-х також відбувався значний перехід в об'єднання тоді зароджуваного покоління бітників існуючої авангардної постмодерністської групи поетів, об'єднаних навколо коледжу Black Mountain College, — зокрема, в «табір» розбитих перейшли такі поети, як Роберт Крілі, Чарльз Олсен і Роберт Данкен.
Ферлінгетті, присутній серед гостей на читаннях, одразу зацікавився «Криком», а рік по тому виступив його першим видавцем. Після публікації партія книг була вилучена співробітниками поліції, поема оголошена «Непристойною», а Л. Ферлінгетті заарештований. Дев'ять свідків із сан-францисского літературного товариства висловилися на користь поеми, позначивши її соціальну значущість. Під час процесу 3 жовтня 1957 суддя Клейтон Р. Хорн заявив, що поема цілком пристойна, — «Крик» постановою суду було дозволено друкувати, а з видавця були зняті всі звинувачення. Цей судовий процес став не лише важливою подією в боротьбі за свободу слова, але і привернув додаткове суспільну увагу до розбитого покоління.
Незабаром сталася ще одна знакова для біт-покоління подія. Після безлічі відмов з боку видавців «В дорозі» Керуака нарешті взяло до друку Viking Press. У момент, коли роман був опублікований, багато критики розглядали бітництво як феномен минущий, і роботу Керуака відмовлялися сприймати всерйоз. Один з небагатьох позитивних оглядів книги був представлений виданням The New York Times, в той час як переважна більшість інших були негативні. Журналіст з The New York Times писав: «Ця книга — найбільш майстерне та значне висловлювання того покоління, яке сам Керуак назвав розбитим та найпершим втіленням якого виступає». Саме рецензія в цьому виданні стала першим кроком Керуака до популярності. Незважаючи на різношерсті відгуки про книгу, остання швидко стала бестселером, а сам Керуак — знаменитістю; роман став «біблією» біт-покоління. Новонабутий статус Керуак сприймав з дискомфортом.
У жовтні цього ж, 1957-го року Гінсберг з Орловскі переїхали в Париж, в Beat Hotel. Рік по тому до них приєднався Берроуз, він переживав наслідки лікування апоморфіном від наркозалежності під наглядом Гайсина. Тут же зав'язалося важливе знайомство — Гайсин представив Берроузу режисера Ентоні Белчев; втрьох вони почали спільну роботу над рядом кінопроєктів за мотивами творчості Берроуза. наслідком їх співпраці стали згодом не лише ряд короткометражних фільмів Белчев, але і знаменитий цикл з трьох експериментальних романів «Трилогія Нова» Берроуза.
Тоді ж до компанії приєдналися Керуак та Алан Ансен, спільно з Гінсбергом допомагали переробляти та оформляти розрізнений матеріал Берроуза — до 1958 року разом вони закінчили чорновий варіант «Голого ланчу». Для публікації рукопис у цьому ж році була запропонована Морісу Жиродья, голові видавництва «Olympia Press», яке спеціалізувалося на випуску книг, написаних в грубій манері з використанням обсценної лексики та часто на межі з порнографією. М. Жиродья відповів відмовою. Письменник був змушений звернутися в Сан-Франциско до Лоуренса Ферлінгетті і його «City Lights»; Олівер Харріс, співавтор книги «Листи Вільяма Берроуза», зазначає, що, хоч письменник і пішов на поступки, погодившись викреслити з тексту «брудні» моменти, Ферлінгетті все одно відхилив пропозицію видати «Голий ланч». Тільки деякий час по тому, коли значний уривок книги був опублікований Chicago Review, рукописом зацікавився Жиродья, який раніше відмовляв у друці.
1958 року, завдяки знайомству з Лерой Джонсом, власником невеликого видавництва, починаюча американська поетеса італійського походження Діана ді Прима опублікувала свою першу книгу. У той час Ді Прима кинула навчання в коледжі та переїхала до Гринвіч-Віллидж, де і відбулося її перше знайомство з представниками близьких до біт-покоління кіл. Її книга привернула увагу Гінсберга з Керуаком, і незабаром Ді Прима, так само як і Лерой, влилися в ряди «розбитих». Згодом Джонс буде неодноразово виступати видавцем для біт-авторів — Керуака, Олсена, Френка О'хари.
На тлі дедалі більшої популярності поезії бітників, в 1959 Гінсберг, Кауфман, Вайнанс, Вільям Марголіс (англ. William Margolis) і Джон Келлі (англ. John Kelly) почали випускати журнал «Beatitude», створений як центральний орган «бітницького руху». Видання проіснувало двадцять років — з 1959 по 1987 (з восьмирічною перервою з 1961 по 1969). У цьому ж році під Франції «Olympia» опублікувала «Голий ланч», який моментально потрапив у список книг, заборонених до видання на території США, з причини широкого використання нецензурної лексики, наявності сцен з педофілією та вбивствами дітей. Примітно, що й у Франції не обійшлося без скандалу, — справа дійшла до того, що видним літераторам (НЕ французьким, як писав Берроуз) довелося навіть написати відкритий лист до уряду країни, виправдовуючи дії Жиродья з випуску роману в друк.

### Захід покоління і 1960-ті
1960-ті в історії біт-покоління можна охарактеризувати як «спокійні» роки — важливих для «розбитих» подій практично не відбувалося, десятиліття характерно виходом великої кількості творів уже визнаних авторів. На початку десятиліття були опубліковані «The Happy Birthday of Death» Корсо, Керуак випустив новелу «Трістесса» та «Lonesome Traveler», виходить «Wobbly Rock» Уелча. В 1961-м видається «М'яка машина» Берроуза, «Dinners and Nightmares» Ді Прими, виходять «Kaddish and Other Poems» Гінсберга, виходить «Передмова до двадцятитомної записки самогубців» Джонса, «Dark Браун» Макклура; аж до середини десятиліття з'явилися такі важливі книги, як «Квиток, який лопнув» (1962) і «Листи Яхе» (1963) Берроуза, «Біг Сюр» (1962) і «Бачення Жерара» (1963) Керуака.
У цей же час почався процес перетворення самого покоління. Так, ортодоксальні ряди «розбитих» залишив Ніл Кессіді, приєднавшись до молодого письменника Кена Кізі і його неформальної комуни «Веселі бешкетники». У колах молоді Сполучених Штатів (не без допомоги Кізі і його «Кислотних тестів») почала зароджуватися «психоделічна революція». У середині десятиліття відбувся останній гучний судовий процес в історії біт-покоління — слухання справи за романом Берроуза «Голий ланч», розпочате 12 січня 1965. Справу розглядав суддя Юджин Хадсон (англ. Eugene Hudson). Основною стратегією захисту була ідея, що твір має незаперечну соціальну значимість. У числі запрошених експертів для оцінки книги були представлені Гінсберг, Мейлер та Чиарди. Сам автор на слуханні не був присутній; відповідаючи на закономірне питання журналіста про це, Берроуз відповідав:
У суді Гінсберг говорив більше години, обговорюючи структуру роману, його теми та літературні достоїнства. Кожний окремий елемент книги він відокремлював від іншого та демонстрував, як він постає у вигляді соціального критицизму і, одночасно, є важливим взірцем творчості. Мейлер, у свою чергу, порівнював твір Берроуза з «У пошуках втраченого часу» та «Уліссом», спираючись на те, що «Голий ланч» по праву стоїть з ними в одному ряду. 7 липня 1966 Верховний суд Массачусетса ухвалив, що текст роману «Голий ланч» не є непристойним. З видавця були зняті всі звинувачення, і твір міг вільно продаватися на території США.
Паралельно з подіями, що розгортаються в суді, друком вийшли «Нова Експрес» (1964) Берроуза, «Dutchman» (1964) Джонса, «Ghost Tantras» (1964) Макклура, «Solitude Crowded with Loneliness» (1965) Кауфмана, «Ангели спустошення» (1965) Керуака. 6 жовтня 1966 року, у день офіційної заборони ЛСД, політично активна молодь з Хейт-Ашбері влаштувала «Фестиваль любові», який став «розігрівом» для подальшої епохальної події в житті Сан-Франциско. На додаток до нього пройшов великий захід «Human Be-In» в парку «Золоті ворота», і нарешті, влітку 1967 більше ста тисяч хіпі зібралися на «Літо любові», що остаточно завершило трансформацію біт-покоління в нову соціальну групу — хіпі.

### Подальша доля біт-покоління
Погляди нової групи поділяв Аллен Гінсберг, який брав участь у всіх основних, масових подіях хіпі. Його поезія вплинула на багатьох авторів нової формації, до того ж Гінсберг докладав багато зусиль для об'єднання нової молоді з бітниками. Доля ж Керуака склалася трагічно — почавши зловживати наркотиками та алкоголем, після заходу біт-покоління він впав у затяжну депресію, практично перестав писати. Вільям Берроуз продовжив займатися творчістю, проте, як відзначає Джеймс Грауерхольц, його редактор та літературний виконувач духівниці, після 60-х романи письменника набули політичного забарвлення.
Лоуренс Ферлінгетті продовжив займатися видавничою справою та сконцентрувався переважно на гостро-політичних авторах та творах; Ґері Снайдер став помітною фігурою в русі енвайронменталісти. Макклур продовжив активно займатися поезією, на додаток до цього включивши до сфеиу інтересів театр; він написав кілька п'єс та пропагував об'єднання поезії та інших форм мистецтва в єдине ціле. Уейлен переключився на романістику і до 1970-х видав три романи, а також сконцентрувався на наукових роботах, зокрема, досліджуючи взаємини письменника та суспільства. Діана Ді Прима долучилася до руху феміністок, який активізувався у 1960-х, і згодом стала одним з його чільних членів. Лерой Джонс теж почав брати участь в політичному житті країни, з 1960-х влившись до рядів захисників прав афроамериканців.
У творчості Філіпа Ламантіа зразка 1960-х явно став проявлятися афроцентризм, він також взяв участь у політичному русі «Чорна Сила». Роберт Крілі, на відміну від інших, залишився далеким від політики та продовжив займатися поезією, до середини десятиліття здобувши велике визнання та славу. Подібно до нього, поезії залишилися вірні Грегорі Корсо та Роберт Данкен. Боб Кауфман в цей час перебрався в Нью-Йорк з родиною, де багато пив і вживав наркотики, що зрештою привело його до арешту та примусового лікування в одній з міських клінік.

## Творчість

### Літературні попередники
На поезію Грегорі Корсо істотний вплив справила творчість англійського поета XIX століття Персі Шеллі, його ж згадує та Гінсберг на початку своєї поеми «Каддіш». Вплив Шеллі також зазначав Макклур. Чималу роль зіграв та сучасник бітників, Вільям Карлос Вільямс, в числі іншого віддавав данину поваги молодим поетам та написав передмову до «Крику» Гінсберга. На Гінсберга значною мірою справили вплив роботи Вільяма Блейка та Уолта Уїтмена. На всі біт-покоління вплинули праці таких класиків, як Езра Паунд та Т. С. Еліот.
Для прози та поезії «розбитих» літературними попередниками, в різній мірі, були Генрі Торо, Ральф Емерсон, Герман Мелвілл, Емілі Дікінсон, Едгар Аллан По, на Берроуза особливий вплив здійснив американський прозаїк канадського походження Джек Блек. Значну роль у здобутті власного голосу бітниками зіграли сюрреалісти Антонен Арто, Андре Бретон та Трістан Тцара. Останні двоє також значно вплинули на художника-авангардиста Брайон Гайсина, близького друга та соратника Берроуза, з яким вони удвох розробили «метод нарізок» — найважливішу частину творчості та «візитну картку» Берроуза. На Лью Уелча значно вплинула творчість Гертруди Стайн, життя якої він присвятив одну зі своїх книг; на Керуака сильний вплив справила творчість Марселя Пруста, Ернеста Хемінгуея, Томаса Вулфа та Джона Баньяна.

### Біт-поезія— особливості та критика
Поезія представників біт-покоління характеризується суб'єктивізмом та анархічними настроями. Найбільший вплив на неї справили дадаїзм та сюрреалізм, за типом віршування вона ставиться до верлібру, рідше — до хайку. Поезія за своєю структурою припускає гучне, швидке прочитання вголос — що і реалізовувалося в рамках живих виступів поетів під акомпанемент джазових оркестрів в різних клубах. Бітницький верлібр орієнтований на голос, насичений повторами та сильно впливає саме при читанні вголос — як відзначають деякі автори, здебільшого, біт-поезія сформувалася на основі поезії, яку читали в андерграундних клубах.
У післявоєнній Америці виділяють два глобальних напрями в поезії: «формалістський» (Карл Шапіро, Рендалл Джарелл, Річард Уілбер) та «антиформалістський» (це — бітники, що у творчості виражали добровільну бідність, бродяжництво, еротичну свободу, анархічний гедонізм і відчуженість від соціальних проблем). На думку Кеннета Рексрот, творчість бітників є «майже повним втіленням давньої, Уітменівськиої, популістської, соціальної, революційної традиції в американській поезії» — тобто бітники говорили від імені простої людини, що, на його думку, додало верлібру статус «демократичної форми, настільки важливої для американської ментальності». Бітницьку поезію також називають «джазом друкарської машинки» (англ. typewriter-jazz), визначаючи її стиль «уривчастим, нерівним», в ритмі виділяючи опускання складів у середині слова; бітники у своїх текстах пестили й плекали свою позицію відчуженості.
Відзначають, що бітники, що з'явилися не лише як літературна течія, але і як ідеологічна група, одразу стали опозиціонерами існуючим в американському суспільстві цінностям та способу життя: «конформізму, „Промиванню мізків“ мас-медіа, лицемірству та святенництву американського „суспільної думки“ і „суспільної моралі“». Політичні погляди представників біт-покоління виражалися в гострій критиці «суспільства мейнстріму», товариства з нестачею спонтанності та вміння радіти, з його конформізмом та репресивністю, з передчуттям приреченості та особливо з його мілітаризмом холодної війни.
За критичні погляди на сучасників та Америку біт-поетів ігнорували літературні критики, вони зазнавали нападок з боку нью-йоркських інтелектуальних кіл, зображувалися в карикатурному вигляді. Одним із найзавзятіших критиків бітництва був Норман Підгорець, що вказував на наявний (на його думку) зв'язок між злочинцями та бітниками і звинувачував, зокрема, Керуака в антиінтелектуалізмі: «Суща правда полягає в тому, що примітивізм бітників служить, в першу чергу, прикриттям їх антиінтелектуалізму. \<…> Керуаку та друзям подобається думати про себе як про інтелектуалів. \<…> Але назвати Керуака інтелектуалом, значить, вдатися до якоїсь новомови». Основним, що турбувало критиків у творчості бітників, був їх негативний настрій. Журнал The Nation охарактеризував біт-покоління як «що говорить „ні“», Playboy назвав нігілістами.

### Найважливіші зразки літератури біт-покоління

#### Голий ланч
«Голий ланч» (англ. Naked Lunch) — роман Вільяма Берроуза. Вперше опублікований англійською мовою в 1959 в паризькому видавництві «Olympia Press». Книга включена в списки «100 найбільших англомовних романів, виданих у період з 1923 по 2005 рік» за версією журналу «Тайм» і «100 найкращих романів» за версією Новітньої бібліотеки. 1991 року екранізований режисером Девідом Кроненбергом.
У ряді європейських країн і на території США книга перебувала під забороною через рясне використання обсценної лексики, відвертої гомосексуальної спрямованості та наявності сцен з описом педофілії та дітовбивств. Роман зазнав безлічі атак з боку літературних критиків та громадських організацій, що, однак, лише зміцнило популярність його автора та самого твору. Вільному поширенню роману в США передувало два гучних судових процеси, під час яких на захист «Голого ланчу» виступили відомі письменники та поети, в тому числі Норман Мейлер та Аллен Гінсберг. Підсумком слухань стало зняття з роману усіх звинувачень в «непристойності». Завершилося 1966 року судовий розгляд стало одним з останніх в історії США процесів, на якому розглядалася можливість цензурної заборони на публікацію книги. Зараз книга вважається культовим літературним твором XX століття. «Голий ланч» називається критиками одним з найважливіших романів, які відкривають філософію біт-покоління.

#### В дорозі
«В дорозі» (англ. On the Road) — роман Джека Керуака. Книга була написана 1951 року, і в період часу, коли вона неодноразово відхилялася видавцями, роман активно доповнювався і змінювався автором аж до публікації 1957 року видавництвом Viking Press. Книга присвячена подорожам Джека Керуака і його близького друга, Ніла Кессіді, по території Сполучених Штатів Америки та Мексики. Права на екранізацію роману належать Френсіс Форд Коппола, процес кінозйомок був запущений на початку серпня 2010 року. Прем'єра фільму відбулася 23 травня 2012 на Каннському кінофестивалі. Екранізація отримала неоднозначні відгуки кінокритиків.
Незважаючи на негативну реакцію з боку літературної критики, роман став бестселером та приніс Керуаку літературне визнання, згодом утвердившись як класика американської літератури. Роман включений в списки «100 найкращих англомовних романів з 1923 по 2005 рік» за версією Time, «100 книг століття» за версією «Ле-Монд», «200 найкращих книг» за версією BBC, «100 найкращих романів» за версією Новітньої бібліотеки і «100 найбільших романів всіх часів» за версією The Observer. Станом на 2001 рік було продано понад 3,5 мільйонів екземплярів книги в США, щорічні продажі роману варіюються від 110 до 130 тисяч одиниць. 1957 року з роману було вирізано кілька сцен, що описують прийом наркотиків та гомосексуальні стосунки, — в повному варіанті без цензури книга була випущена лише 2007 року у вигляді ювілейного видання — «On the Road: 50th Anniversary Edition». 2011 року видавництвом Penguin Books була представлена оновлена версія роману, адаптована для інтернет-планшета iPad, яка включила карти подорожей, описаних у романі, та відеофрагменти, тематично пов'язані з твором, а також ряд фотографій, відео Керуака, що читає уривки з роману, щоденникові записи автора, зроблені ним під час подорожі, слайд-шоу обкладинок книги (міжнародні видання за останні роки) та критичні відгуки на книгу.

#### Крик
«Крик» (іноді переводився як «Виття», англ. Howl) — поема Аллена Гінсберга, один із найвідоміших творів біт-покоління. Публікація поеми вважається поворотним пунктом в історії сучасної літератури, днем народження нової американської поезії з вільною експресією, сексуальним лібералізмом та іншими цінностями, які десятиліття потому стануть наріжним каменем контркультури США.
Кевін О'Салліван назвав появу «Крику» революційною подією для американської поезії; Пол Керролл позначив «віхою покоління». Г. Снайдер говорив, що поема — це «великоваговий список, але Гінсберг при читанні вголос якось примудрявся підняти його — так, що він ширяв над головами слухачів граціозно, як повітряний змій». «Його публікація 1956 року справила ефект вибуху бомби», — писав Я. Могутін в інтерв'ю, взятому у Гінсберга. Сучасні критики називають «Крик» однією з найвпливовіших робіт біт-покоління.
Фільм, основними темами якого стали читання в Галереї Шість та судовий процес над «Криком», був випущений в США 21 січня 2010 року. Режисерами картини виступили американці Р. Епштайн і Д. Фрідман. Роль молодого Гінсберга виконав актор Д. Франко. Фільм увійшов до конкурсної програми 60-го Берлінського кінофестивалю та «відкривав» кінофестиваль «Санденс». Картина отримала здебільшого позитивні оцінки. Картину та роботу режисерів похвалили критики New York Magazine, The New York Times і San Francisco Chronicle.

## Найзначніші персони

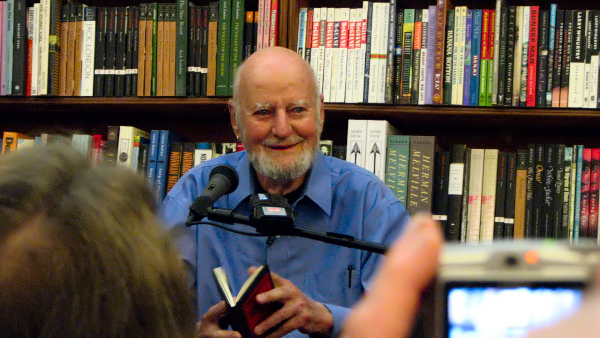
Лоуренс Ферлінгетті, 2007 р.

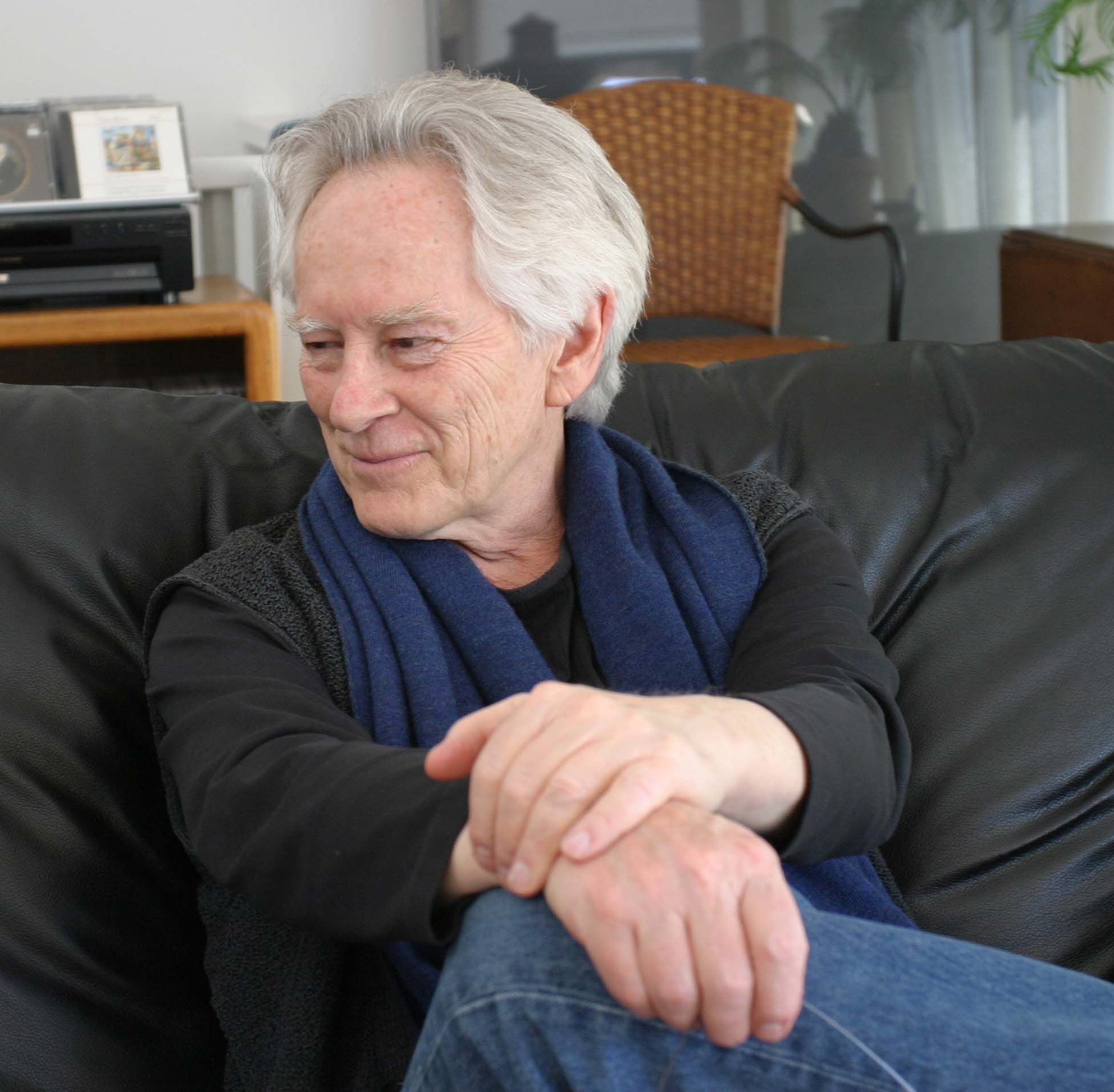
Майкл Макклур, 2004 р.

Крім Гінсберга, Берроуза та Керуака, однозначно визначених як «кістяк» біт-покоління, ця група ніколи не мала чітко визначеного списку учасників. При цьому існує до певної міри усталений ряд авторів, з іменами яких асоціюється біт-покоління.
- Лоуренс Ферлінгетті (н. 1919) — бізнесмен, поет і художник, автор книги «A Coney Island of the Mind» (1958), що стала одним з бестселерів століття в жанрі «поезія»[154]. Йому ж належить ідея випуску творів у доступній для читача формі «кишенькового видання» — дешеві видання в м'якій обкладинці одразу завоювали велику популярність у Сан-Франциско. Крім видавничої діяльності, Ферлінгетті вів активне політичне життя та регулярно влаштовував публічні читання поетів у місті[155].
- Грегорі Корсо (1930—2001) — поет і художник, одна з ключових фігур біт-покоління[156][157]. Корсо називають особистістю «менш політичною, ніж Гінсберг, і менш харизматичною, ніж Керуак, але більш шокуючою, ніж вони обидва разом узяті»[158]. Незважаючи на той факт, що популярність колег практично затьмарила популярність самого Корсо, його вплив на поетичні кола свого часу зараз оцінюється як достатньо висока. У числі його шанувальників, наприклад, перебував відомий музикант Боб Ділан, який відзначав, що поезія Корсо відкрила йому очі на нові можливості в зрізі написання текстів пісень[159].
- Ґері Снайдер (н. 1930) — поет, есеїст, активіст руху енвайроменталістів. У 1975-му став лауреатом Пулітцерівської премії в області поезії за книгу «Turtle Island» (1974). Почесний викладач Каліфорнійського університету в Девісі. Найбільшу популярність одержав як головний герой роману «Бродяги дхарми» Керуака під іменем Джефрі Райдер. Крім літературної діяльності Снайдер відомий у колах захисників довкілля та екологів через пильну увагу до природи[160].

- Майкл Макклур (н. 1932) — поет, письменник, сценарист, актор, кінорежисер та автор пісень. Близький друг Джима Моррісона, один з найбільш плідних та постійних авторів бітницького кола[161]. Як журналіст публікувався в журналах Rolling Stone і Vanity Fair, зіграв невелику роль у фільмі Мартіна Скорсезе «Останній вальс» (1978) [162]. Велика популярність прийшла до Макклура за специфіку його живих виступів. Є володарем більш ніж п'яти різних нагород за свою творчість. Крім поезії, написав більше двох десятків п'єс і мюзиклів, виступав як режисер кількох документальних фільмів[163].
- Діана ді Пріма (1934—2020) — поетеса, членкиня комуни «Дигери»[en] Еммета Грогана[en], найвідоміша жінка-бітник[164][165]. Засновниця видавництв «The Poets Press» і «Eidolon Editions», що спеціалізуються на експериментальній та авангардної поезії[166]. Авторка більше сорока збірок поезії, перекладених на більш ніж на двадцять мов Крім цього, Ді Пріма викладала в групах з навчання письменницької майстерності і має вчений ступінь у галузі літературознавства[167].
- Пітер Орловскі (1933—2010) — син білогвардійського емігранта, поет, активіст антиядерного руху[en], антіпрогібіціоніст[168]. найвідоміший тим, що протягом понад 30 років був коханцем Гінсберга[169][170]. Крім цього, він був вірним помічником та секретарем поета, в тіні якого все життя та знаходився, так і не отримавши визнання як автора віршів. Його найвідоміша робота — збірка «Clean Asshole Poems & Smiling Vegetable Songs»[171].
- Філіп Вейлен (1923—2002) — поет, «яскравий представник епохи воскресіння традицій американської визионерской поезії». Дзен-буддист в сані священика[172]. Є однією з ключових фігур в поезії післявоєнної Північної Америки[173]. Його стиль разюче відрізняється від інших представників «біт-покоління», хоча сам себе до нього не відносить. Стилістика поета поєднує в собі сильний вплив західних релігій, ідеї захисників навколишнього середовища, сексуальної вседозволеності та експериментальної поезії свого часу. Уейлен зробив сильний вплив на Уелча та Снайдера, з якими тісно спілкувався і з допомогою яких і влився в ряди поетів-бітників[174].
- Лью Велч (1926—1971) — примітний поет, однак, не здобув особливої слави порівняно зі своїми друзями[175]. Тривалий час він показував свої твори виключно близьким друзям, тому визнання як поет отримав порівняно пізно. У 1960-му він привернув увагу, будучи включеним у важливу антологію сучасної поезії. У середині 60-х нетривалий час викладав у Каліфорнійському університеті в Берклі, однак через проблеми з алкоголем був змушений залишити це заняття. Не впоравшись з депресією, 23 травня 1971 Велч залишив передсмертну записку й відправився в гори; його тіло так і не знайшли[176].
- Філіп Ламантіа (1927—2005) — поет і член Чиказької групи сюрреалістів[en], один з найвідданіших поетів-сюрреалістів другої половини XX століття в США[177].

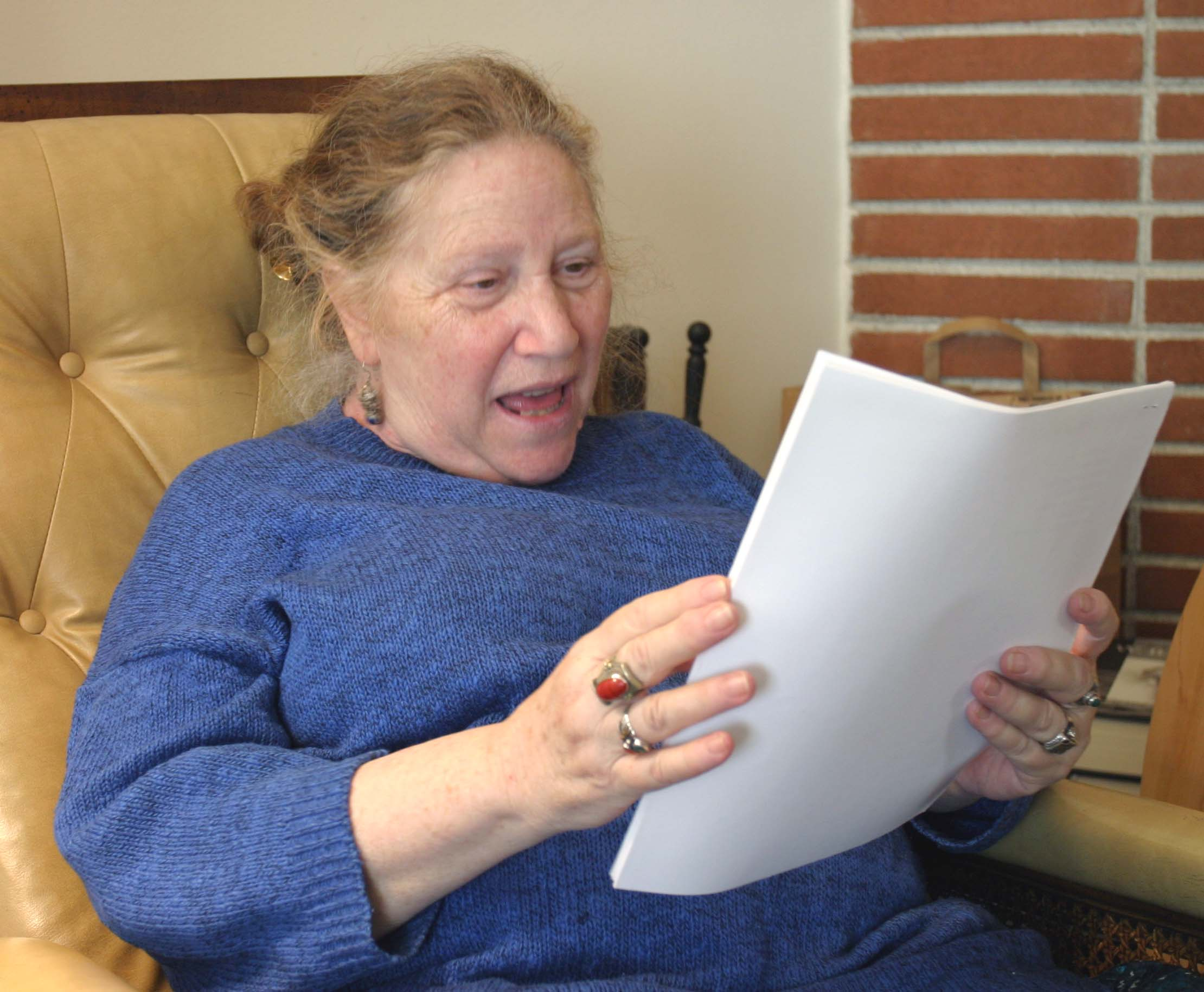
Діана ді Прима, 2004 р.

- Роберт Крілі (1926—2005) — поет, крім бітницького кола, що відноситься до авангардної постмодерністської групи поетів Black Mountain[en]. Автор понад шістдесят книг, з 2001 — володар Lannan Literary Awards[en] за прижиттєві досягнення[178].
- Роберт Данкен — нарівні з Вейленом одна з ключових фігур в поезії післявоєнної Північної Америки[179]. Один з авторів нової американської поезії 1945-1960[en], входив до групи поетів Black Mountain[180]. Володар Гуггенгаймівської стипендії (1963) та Левінсоновской премії журналу «Поезія[en]» (1964) [181].
- Лерой Джонс (н. 1934) — поет, письменник та музичний критик, викладач у декількох університетах США. 1989 року отримав нагороду American Book Awards[en]. Входить до «сотню найвидатніших афроамериканців»[en] Молеф Асанте[en][182]. Був редактором декількох журналів, заснував видавництво «Totem Press», що випустило безліч книг письменників-бітників. Також написав кілька п'єс для Бродвею, за одну з яких отримав престижну нагороду. Лерой, крім іншого, є упорядником та редактором багатьох антологій американських поетів[183].
- Боб Кауфман (1925—1986) — поет, чия творчість надихалися джазом, також відомий як «Чорний американський Рембо» та «Людина-бібоп»[184]. Як і багато інших представників битничества, був буддистом. Писав безліч статей для журналу «Beatitude». За специфічний стиль Кауфмана визначають як «інноваційного поета»[185].

Окремої згадки також заслуговує зарахування Вільяма Берроуза до розбитого покоління. Багатьма сучасними літературознавцями відзначалася дивина цього визначення; наприклад, журналіст «Приватного Корреспондента» М. Побірський писав: «Якщо подивитися фото-і кіноматеріали про Берроуза, тут уже взагалі невідповідність на невідповідності. Як же так? Ось цей довготелесий англосакс в літах, одягнений в карикатурну рудиментарную трійку конторщика зразка часів освоєння Дикого Заходу, невже він був культовою фігурою покоління бітників ? Великим другом та ідейним соратником Аллена Гінсберга та Джека Керуака? Нісенітниця! Хіппі та бітники зовсім не такі: у них довге волосся, млосні особи, квітчастий одяг, і при чому тут це опудало, схоже на англіканського проповідника?» Примітно, що і сам Берроуз себе до бітників не відносив. У книзі «Інтерв'ю з Вільямом Берроузом» письменник говорив наступне: 
Деяких відомих авторів часу, коли біт-покоління знаходилося на піку популярності, помилково до нього приписують. Найбільш поширена помилка є у віднесенні до них Чарльза Буковскі. Незважаючи на те, що навіть деякі сучасники поета розглядали його як представника біт-покоління, пізніші дослідники цієї групи поетів відзначають, що Буковскі, власне, ніколи до них не належав. Сам Буковскі дотримувався аналогічної думки — під час інтерв'ю 1978 року він говорив: «Я одинак, займаюся своїм. Марно. Весь час питають мене про Керуака, і невже я не знайомий з Нілом Кесседі, чи не був я з Гінсбергом і так далі. І я змушений зізнаватися: ні, всіх бітників я пробухав; я тоді не писав нічого».
На противагу Буковскі інших авторів іноді називають «другою хвилею» бітництва, або «другим поколінням» бітників. Незважаючи на те, що жоден з даних термінів не має точного трактування і не увійшов у вжиток, визначні дослідники розбитого покоління періодично його вживають. Так, Енн Чартерс називала, наприклад, творчість прозаїка Вільяма Берроуза-молодшого «другим поколінням» письменників-бітників. До «пізніх» бітників також, наприклад, Лавлор відносить роботи поета та музиканта Девіда Мельтцера.

## Бітники як соціальна група

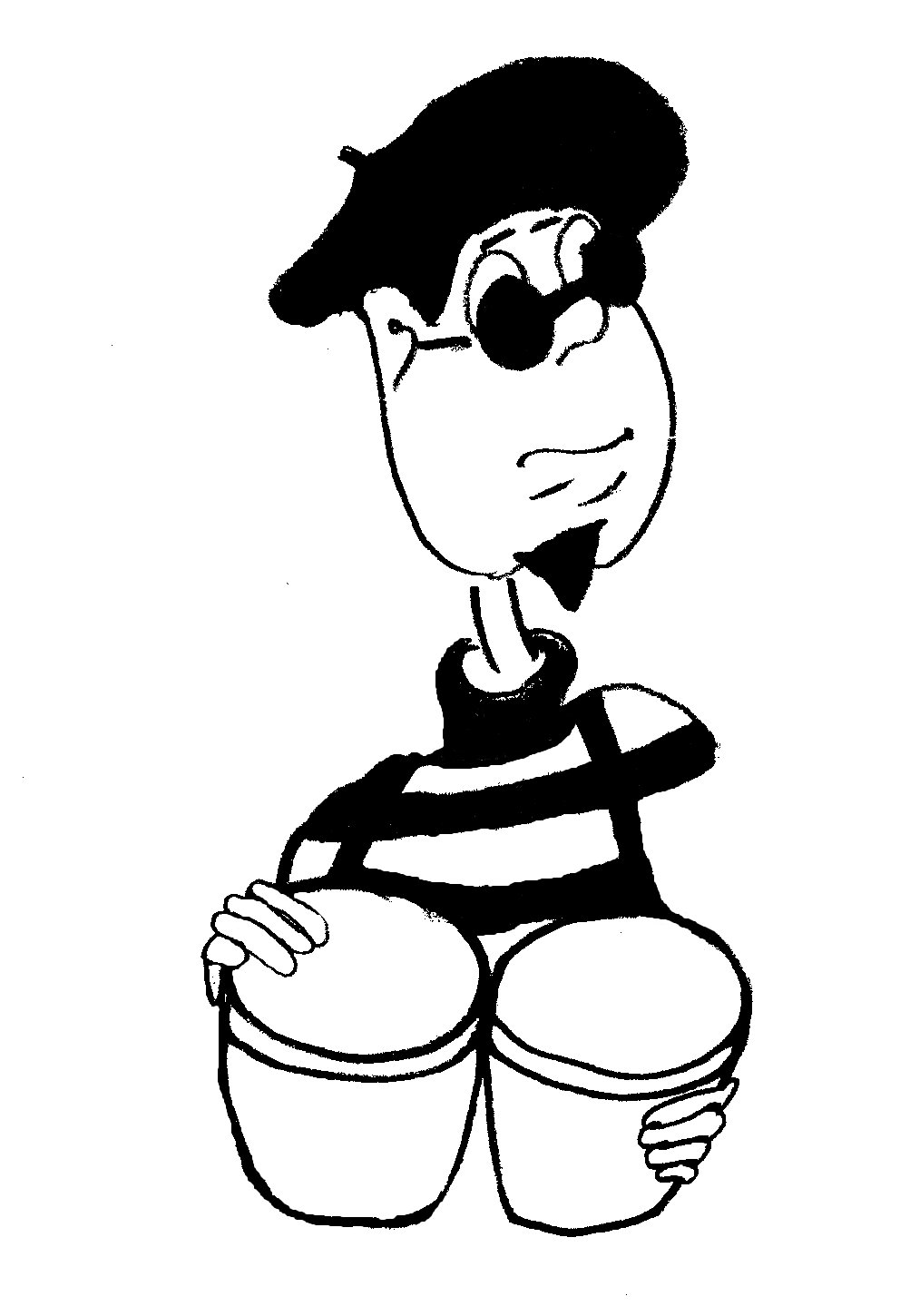
Стереотипізований карикатурний образ бітника: темні окуляри, бонго, смугастий светр з горлом, борода, берет

Незабаром після читань у «Галереї Шість» біт-рух привернув до себе широку суспільну увагу — порівняно швидко почала формуватися і відповідна субкультура. У зв'язку зі специфічним та легко впізнаваним стилем одягу, який був даниною поваги, яку віддавали «розбиті» автори афроамериканській культурі, незабаром стало вельми модним «виглядати як бітник». Ліберальний стиль життя, який пропагували своєю поезією члени біт-покоління, припав до душі багатьом молодим американцям, які стали активно популяризувати його. Не лише самі представники біт-покоління і їх послідовники планомірно пропагували свій спосіб життя та стиль — зі зростанням популярності біт-руху та зміцнення його позицій в літературній та богемному середовищі Сан-Франциско до цього процесу підключилися кінорежисери, звукозаписні компанії та навіть найзвичайніші люди. Варто відзначити, що з плином часу навіть саме розуміння терміна «бітник» радикально змінилося.
Ряд критиків відзначає, що безпосередньо в розумінні сформировавшего термін Каені він служив для означення бородатих молодиків, що носять сандал і ходять по кав'ярнях, нероб та любителів джазу. Термін «бітник» не ніс позитивного забарвлення і був словом зневажливим, насмішкою — так називали необізнаних конформістів, тих, чий пихатий бунт був ширмою для «модною антиамериканської дурості».
З іншого боку, на думку авторів книги «American icons» (1997), спочатку термін «бітник» конкретного значення не мав і використовувався для позначення будь-яких людей, яким-небуть чином пов'язаних з різношерстим нью-йоркським мистецьким середовищем. Через роки термін зазнав значних змін і до кінця 50-х став називати цілий культурний пласт — молодих людей, які демонстрували слабкий інтерес до життя «американською мрією» — з новим будинком, машиною та роботою в якій-нибудь великої корпорації. Факт еволюції терміна також підтверджує Чарльз Уїлс (англ. Charles Wills), у книзі «Америка в 1950-і» (англ. America in the 1950s)— він відзначав, що, зазнавши видозміни від «асоціальності» до «дивацтва», спосіб життя типового представника біт-покоління відповідно змінив і саме ставлення до останнього — до кінця 50-х, за твердженням Уілсі, під словом «бітник» мали на увазі молоду людину в чорному светрі з високим коміром і з беретом на голові, що тиняється в районі пошарпаних кафешок і грає на бонго.
У статті «Історія біт-руху» (англ. History of the Beat movement) Крістал Хільнер (англ. Christal Hillner) відзначав цікавий факт: стиль бітників був запозичений та натхненний манерою одягу відомого джазового музиканта Діззі Гіллеспі, що також одягався у чорні штани, светри з горлом та носив непроникні окуляри. бітники сформували унікальний образ, що дозволяв їм чітко ідентифікуватися серед інших субкультурних груп свого часу. Пол Горман (англ. Paul Gorman) стверджує, що зовнішній вигляд бітників в чомусь асоціювався зі студентами академій мистецтв, які часто були фанатами джаз-музики, яка перебувала на піку популярності в пізні 50-е. Генрі Дріббл (англ. Henry Dribble) ж зазначає, що бітники-чоловіки виглядали як молоді англійські вчителі, а образ жінок віддавав легкою готикою. Одними з основних атрибутів бітника вважалися чорний светр (обов'язково з високим горлом на манер «водолазки») та бере, допускалися також білі майки без малюнка. Не рідкістю було носіння двох барабанів бонго — як символу культури чорношкірого населення. Найчастіше бітник носив темні непроникні окуляри. Крім чорного кольору, для обох статей характерною була одяг в смужку та сутани з капюшоном. Для чоловіків одним з атрибутів також була «цапина борідка». найпоширенішим взуттям були звичайні шкіряні чоботи.
Достатньо швидко запустився і процес комерціалізації терміна. Ті, хто зараховував себе до бітникам, торгували светрами, темними окулярами, беретами та бонго, продаючи спосіб життя, що здавався небезпечним та веселим, і міські парочки починали влаштовувати «вечірки в стилі бітників» по суботах. До процесу далі підключилися і великі компанії — так, наприклад, звукозаписні компанії з Нью-Йорка практично одразу стали використовувати ідеї біт-покоління, щоб продавати свої вінілові пластинки.

## Вплив на західну культуру

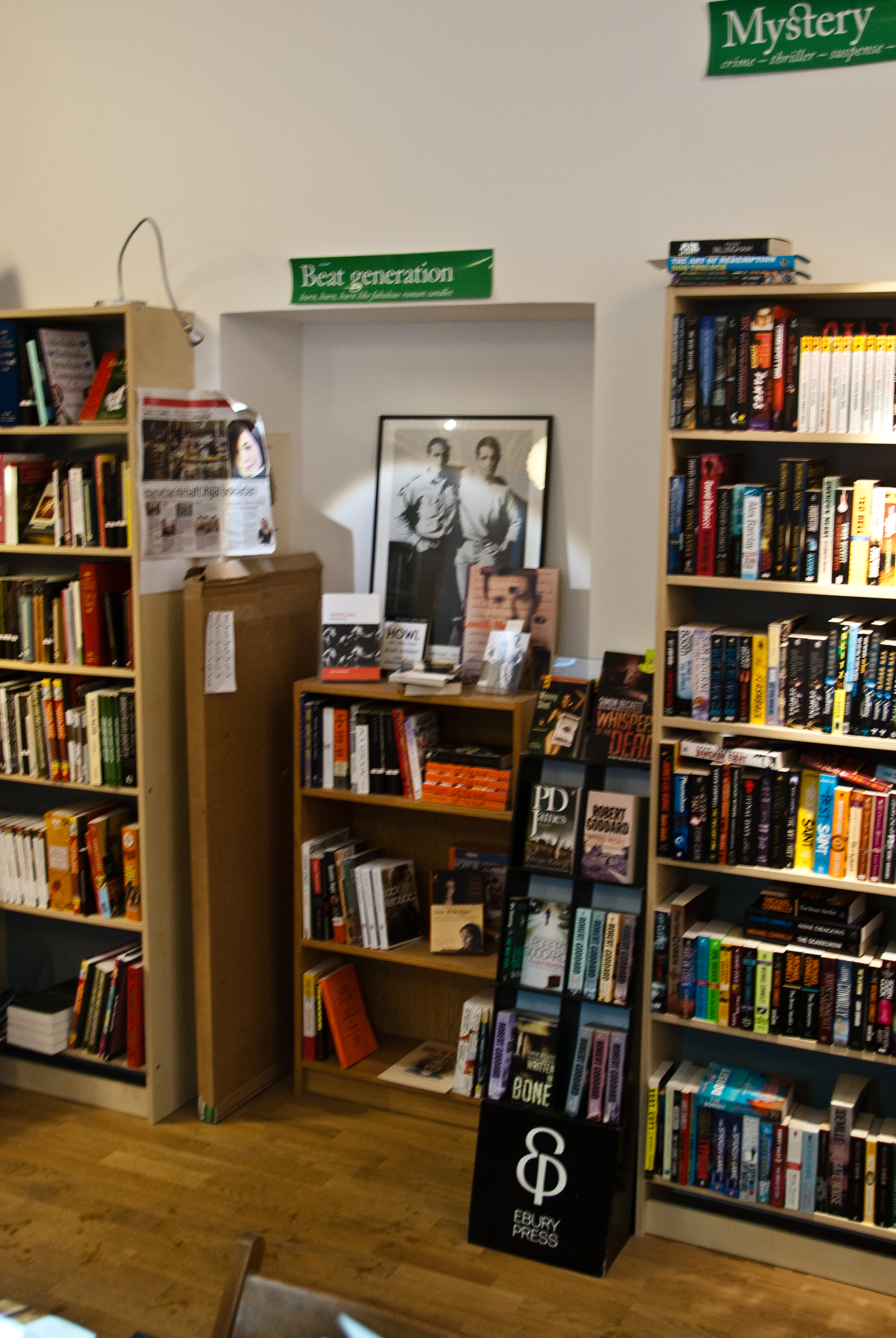
Секція в книгарні Стокгольма, присвячена біт-авторам

залишивши достатньо помітний слід в історії світової літератури, представники біт-покоління зробили істотний вплив на західну культуру — літературу, музику, політику, філософію. В 1982 Аллен Гінсберг підсумував основні галузі впливу «розбитих»:
- Сексуальний лібералізм, особливо в контексті руху за права сексуальних меншин. безліч бітників були відкритими гомосексуалами, у тому числі всі три головних представника (Берроуз, Гінсберг та Керуак) течії мали одностатеві зв'язки. Їх творчість наперекір епосі репресій маккартизму зробило гомосексуальність більш видимою та чутною, що певною мірою вплинуло на більш толерантне ставлення суспільства до геїв. Контркультурний рух бітників (а також хіпі) справив значний вплив на розвиток гомосексуальної спільноти, яка запозичила у них культ молодості, ейджизм, гедонізм, експериментування в сексі і з наркотиками[212][213];
- Демократизація в зрізі цензури (дане твердження дуже суперечливе, оскільки традиційно роль «визволителя» друкованого слова від ярма цензури відводиться особам, які не мали нічого спільного з біт-поколінням, — див. «тест Міллера»);
- Демістифікація та \\ або декриміналізація канабісу та інших наркотичних засобів (знову ж, достатньо голослівне твердження, адже основний внесок у наркокультуру зробили не бітники, а їхні найближчі «колеги» — веселі бешкетники, а слідом за ними — хіпі[84][85]);
- еволюція ритм-н-блюзу в рок-н-рол за сприяння Боба Ділана і The Beatles, які, в свою чергу, відчули сильний вплив творчості біт-покоління на собі (тут поет певною мірою правий — Ділан дійсно відзначав деяких біт-поетів як «революційних» для його власного бачення тексту та ритму, а на Леннона та справді достатньо вплинули біт-автори 50-х, однак у загальному та цілому твердження Гінсберга звучить достатньо самовпевнено[159][214]).

характерна спонтанністю, небажанням щось правити та коригувати, з духом анархізму та джаз-музики, творчість бітників істотно вплинула, в першу чергу, на літературу США. Так, творчість «розбитих» мала істотне значення для таких відомих авторів, як Томас Пинчон, Кен Кізі та Том Роббінс, Джефф Нун; романістика Берроуза зробила вирішальний вплив на розвиток жанру «кіберпанк». Самому письменникові деякі критики навіть відводять роль «хрещеного батька» жанру. Творчість Лероя Джонса мало сильний вплив на «BAM». Творчість бітників зіграла важливу роль у розвитку руху «слем-поезії», «пост-бітницької поезії» і нью-йоркської школи .
У загальному та цілому вплив біт-покоління в політичному житті виражається в наступності багатьох цінностей та радикального статусу «бунтарів» наступної, після «розбитих», групою — хіпі. Зокрема, саме від бітників прийшло заперечення матеріальних цінностей, неприйняття кар'єри та статусу як вищого блага, інтерес до розширення самосвідомості через експерименти з наркотиками, інтерес до східних релігій, пацифістсько-анархічні політичні погляди (Гінсберг, Ферлингетти), турбота про екологію (Макклур, Снайдер), трибалістичні ідеї (Снайдер). Саме ті, хто в пізніх 1950-х називав себе «бітниками», пропагували сексуальний та духовний лібералізм, прославляли доброзичливість, ризик, заохочували індивідуальність, протиставляли себе матеріалізму, цензурі та владі мас-медіа — те ж, що робитимуть ті, хто назве себе «хіпі» в 1970-х.
Г. Стефенсон пише, що найбільш явно вплив біт-покоління виразилося в авторах так званого «другого покоління розбитих» — до останніх зараховуючи К. Кізі, Е. Сандерса, Т. Берріган, Е. Грогана, Р. Бротігана і Р. Фарінью. Творчість вищезазначених, вважає Стефенсон, послужило каталізатором для «Другої фази» впливу оригінальних членів біт-покоління — впливу на контркультуру шістдесятих та ранніх сімдесятих. Роль бітників у формуванні культури США в шістдесяті підтверджує й Т. Ньюхаус, серед іншого виділяючи їх опозиційні погляди, лібералізацію відносини до сексу та релігії, неприйняття матеріальних цінностей, цензури та мас-медіа. Соціальні та культурні цінності «розбитих», пише Ньюхаус, справили величезний вплив на підростаюче покоління американців. Е. Вольдман, в свою чергу, питання впливу «розбитих» розглядає набагато ширше, відзначаючи його роль в сучасній літературній традиції, кіноіндустрії, художній творчості та багатьох інших сферах мас-медіа. «Альтернативний спосіб життя» бітників знайшов своє відображення навіть в музичних уподобаннях молоді 1960-х, вважає Л. Д. Саголла, — стиль одягу, вироблений розбитими укупі з їх бунтівним духом, значною мірою вплинув на популярність рок-н-ролу, навіть незважаючи на той факт, що самі бітники відчували на собі вплив іншого музичного напрямку, а саме джазу.
Певний вплив на музику справила творчість Вільяма Берроуза і, зокрема, його «метод нарізок»; останніми активно користувалися учасники англійської музичної індастріал-групи Throbbing Gristle, метод сильно вплинув на творчість американського композиторa Ерла Брауна, австралійського музиканта Яна Хартлі (англ. Ian Hartley) та експериментального музиканта Дженезіс Пі-Оррідж. По даній техніці писав тексти для альбому Radiohead «Kid A» Том Йорк — він клав написані на папері окремі рядки у капелюх, дістаючи їх у випадковому порядку та складаючи таким чином текст. Техніка вплинула на появу важливого для електроніки, техно та індастріалу поняття семплу.

## Біт-покоління в кінематографі
розбитом поколінню присвячено безліч кінофільмів, поява перших з них за часом збігається з розквітом руху в Сан-Франциско. Однією з перших картин, популяризуючою тему бітників, стала «кумедна мордочка» (1957) режисера Стенлі Донена з Одрі Гепберн у головній ролі. Фільм оповідає про редактора жіночого журналу та фотографа, які знаходяться в пошуку нового еталона жіночої краси для зйомок на обкладинку видання. Двома роками пізніше режисером Чарльзом Гаасом був знятий кінофільм «Біт-покоління», що розповідає історію «розбитих».
«Поворожи на ромашці» — короткометражний фільм 1959 режисерів Роберта Франка і Альфреда Леслі, поставлений за сценарієм Джека Керуака. Заснована на реальних подіях, картина розповідає історію звичайного службовця залізниці (прототип цього персонажа — Ніл Кессіді), дружина якого запрошує на вечерю впливового єпископа, однак богемні приятелі сімейної пари псують подію у вельми комічній манері. В образі самих себе на екрані з'явилися три поети-бітники — Аллен Гінсберг, Грегорі Корсо та Пітер Орловскі, представлені як «єврейський поет», «італійський поет» та «російський поет» відповідно, а сам фільм був покликаний показати звичаї та філософію зароджується літературного співтовариства. У цьому ж році вийшла картина «Тіні» (англ. Shadows, США, 1959) Джона Кассаветіса. Ця робота, присвячена становленню біт-покоління в Нью-Йорку, на думку сучасних кінокритиків, розцінюється не інакше як «перший по-справжньому» розбитий «фільм».
Роком пізніше наступна робота Керуака, «Підземні», аналогічно була екранізована. Оригінальний сюжет, втім, був сильно змінений — так, замість афроамериканки Марді Фокс була введена молода француженка, щоб більше відповідати голлівудським стандартам. Незважаючи на те, що картина була висміяна та розкритикована Гінсбергом, саме її існування показувало спроби кіноіндустрії нажитися на зростаючій популярності біт-покоління.
Тоді ж вийшли важливі для біт-покоління картини, наприклад, «Квітковий злодій» експериментального кінорежисера Рона Райса, про поетів (таких як Боб Кауфман), що живуть в сан-францисском районі Норт-Біч, та «Blonde Cobra» (1959—1963) Джека Сміта. В цей же час тематика біт-покоління почала ставати актуальною і в Європі, де піонером цього напрямку можна назвати Ентоні Белчев. Під впливом художніх експериментів Гайсина та літературних Берроуза, Белч створив ряд короткометражних фільмів по творчості останнього.
«Серцебиття» (1980) — фільм Джона Байрама, центром якого стала біографія дружини Ніла Кессіді, Керолін. Фільм переважно оповідає про складний любовномий трикутник, який сформувався між Керолін, її чоловіком та Керуаком під час автомобільних подорожей двох друзів, докладно описаних в книзі «В дорозі». Чотири роки по тому вийшла документальна картина «Перед стоунволльськими повстаннями» (1984) за сценарієм Ріти Мей Браун, присвячена ЛГБТ-співтовариству до Стоунволлських бунтів 1969-го року. Крім іншого, цей фільм оповідає про розвиток та зародження богемного андеграунду в Нью-Йорку та Сан-Франциско — тобто зародження біт-покоління.
Фільми, тим чи іншим чином пов'язані з історією біт-покоління, продовжують виходити та донині. Так, в 2010 американці Роб Епштайн та Джеффрі Фрідман зфільмували картину «Крик», присвячену судовому процесу над однойменною поемою Гінсберга. Роль молодого поета виконав актор Д. Франко. Фільм увійшов до конкурсної програми 60-го Берлінського кінофестивалю та «відкривав» кінофестиваль «Санденс». Починаючи з середини 1950-х років, всього про «поколінні розбитих» було знято понад трьох десятків картин, художніх та документальних.

## Найбільші дослідники біт-покоління
З моменту, коли «розбиті» практично зникли, розчинившись в набираючому оберти русі хіпі, було випущено велику кількість книг, присвячених як окремим представникам бітництва, так і становленню самого покоління. найбільш впливові в літературознавчій середовищі роботи вийшли, здебільшого, з-під пера трьох основних авторів.
- Енн Вольдман[en] (н. 1945) — поетеса, політична активістка та дослідниця творчості бітників. До поетичного руху приєдналася на зорі бітництва, в 1960-х; вивчала буддизм разом з Аллен Гінсберг, в 1974 брала участь у створенні «Школи розчленованої поезії імені Керуака»[en]. В цей же час Вольдман веде активне політичне життя; незважаючи на те, що роботи поетеси ніколи не ставилися безпосередньо до «розбитого покоління», в колі її знайомств були основні персонажі останнього. Вольдман достатньо рано почала цікавитися бітниками та зібрала значний архів листів, ранніх записів, фотографій, спогадів та інтерв'ю з поетами цього кола, на додаток до цього з більшістю з них вона була знайома особисто[252]. За авторством Енн Вольдман більше сорока книг, значна частина з яких носить літературознавчий характер. Так, з-під її пера вийшли «Talking Poetics: Ганнаls of the Jack Kerouac School of Disembodied Poetics» (1978), «The Portable Beat Reader» (1992), «Women of the Beat Generation» (1996), «The Beat Book» (1996), «Breaking the Cool: Interviewing and Reading Beat Women Writers» (2004, редактор) та деякі інші[253].
- Енн Чартерс[en] (н. 1936) — професорка англійської літератури в Університеті Коннектикуту. З бітниками познайомилася на зорі покоління, в середині 1950-х років, на знаменитих читаннях у «Галереї Шість». З того моменту Чартерс почала колекціонувати книги авторів біт-покоління та познайомилася з багатьма з них особисто. Докторський ступінь отримала в Колумбійському університеті, написавши біографію Джека Керуака. Надалі Чартерс виступала редакторкою багатьох поетичних збірок «Розбитих поетів», а також сама написала чимало книг, їм присвячених[254]. Так, за її авторством «The Beats, literary bohemians in postwar America» (1983), «Beats & company» (1986) «The Portable Beat Reader» (1992, у співавторстві з Вольдман), «Beat down to your soul» (2001) «The portable sixties reader» (2003) та багато інших[255].
- Білл Морган[en] — письменник, художник та редактор, широко відомий як архіваріус для багатьох авторів біт-покоління — Гінсберга, Ферлингетти і ряду інших. Інтерес до «розбитих» у Моргана з'явився порівняно пізно — лише в 1970-х, коли, будучи студентом, для магістрського ступеня він написав повну бібліографію Ферлінгетті. Через знайомство з останнім він був представлений Гінсбергу, який довірив молодику роботу в своєму архіві (зараз розташовується в бібліотеці Батлера[en] при Колумбійському університеті і є найбільшим зібранням документальних матеріалів про біт-покоління)[256]. З авторством Моргана безліч дослідних робіт, збірників листів та бібліографій «розбитих» авторів. Серед них «The beat generation in New York» (1997), «The beat generation in San Francisco» (2003), «The typewriter is holy: the complete, uncensored history of the Beat generation» (2010) та багато інших[257].

## Поезія бітників українською
Найбільш повним виданням поезії бітників в перекладі українською мовою є антологія «День смерті пані День», упорядкована й перекладена Юрієм Андруховичем. До антології увійшли твори таких авторів, як Лоренс Ферлінгетті, Роберт Данкен, Кеннет Кок, Аллен Гінсберг, Френк О'Гара, Роберт Крілі, Джон Ешбері, Ґері Снайдер та Грегорі Корсо.
- «День смерті пані День». Американська поезія 1950-60-х років у перекладах Юрія Андруховича. — Харків: Фоліо, 2006. — 207 с. ISBN 966-03-3604-7.